# コロニア・デル・サクラメント包囲戦
コロニア・デル・サクラメント包囲戦（コロニア・デル・サクラメントほういせん、英語: Siege of Colonia del Sacramento）はスペイン継承戦争中の1704年に行われた、ポルトガル海上帝国領のコロニア・デル・サクラメントの包囲。スペインのブエノスアイレス総督アロンソ・フアン・デ・バルデス・イ・インクランとバルタサール・ガルシア・ロスはスペイン軍650と現地軍4千を率いて1704年末にコロニア・デル・サクラメントの包囲を開始、翌年2月のはじめに強襲が失敗するが、その1週間後にポルトガルがコロニア・デル・サクラメントを放棄した。